# Cristal (Río Grande del Sur)
Cristal es un municipio brasileño del estado de Rio Grande do Sul.
Se encuentra ubicado a una latitud de 30º59'59" Sur y una longitud de 52º02'54" Oeste, estando a una altitud de 50 metros sobre el nivel del mar. Su población estimada para el año 2004 era de 6.918 habitantes.
Ocupa una superficie de 682,14 km².
- Datos: Q2662293
- Multimedia: Cristal (Rio Grande do Sul) / Q2662293